# Clypeopyrenis microsperma
Clypeopyrenis microsperma är en svampart som först beskrevs av Johannes Müller Argoviensis, och fick sitt nu gällande namn av Aptroot. Clypeopyrenis microsperma ingår i släktet Clypeopyrenis och familjen Pyrenulaceae.   Inga underarter finns listade i Catalogue of Life.